# Лубовічкі
Лубовічкі (пол. Łubowiczki) — село в Польщі, у гміні Кішково Гнезненського повіту Великопольського воєводства.
Населення — 60 осіб (2011).
У 1975-1998 роках село належало до Познанського воєводства.

## Демографія
Демографічна структура станом на 31 березня 2011 року:
|          | Загалом | Допрацездатний вік | Працездатний вік | Постпрацездатний вік |
| -------- | ------- | ------------------ | ---------------- | -------------------- |
| Чоловіки | 35      | 7                  | 23               | 5                    |
| Жінки    | 25      | 4                  | 14               | 7                    |
| Разом    | 60      | 11                 | 37               | 12                   |